# Jacques Pic
Pour les articles homonymes, voir Pic.
Jacques Pic, né le 31 octobre 1932 à Saint-Péray (Ardèche) et mort le 19 septembre 1992 à Valence (Drôme), est un chef restaurateur de haute gastronomie français, connu pour avoir été le chef cuisinier et propriétaire du restaurant gastronomique la Maison Pic, à Valence. Il est le fils du chef André Pic, et le père de la cheffe actuelle de la Maison Pic, Anne-Sophie Pic (trois étoiles depuis 2007).

## Biographie
Jacques est le fils d'André Pic, un chef cuisinier qui a travaillé dans le restaurant familial, l'Auberge du pin, dans les collines ardéchoises situées dans l'ouest valentinois. Lorsque Jacques a deux ans, le restaurant est déplacé dans la ville de Valence et devient la Maison Pic ; il remporte trois étoiles au Guide Michelin. Quand il a sept ans, Jacques voit l'impact que le travail a sur la santé de son père et décide qu'il ne veut pas devenir un chef, et s'oriente vers une formation de mécanicien automobile.
Le restaurant perd sa troisième étoile en 1946, mais après avoir perdu sa deuxième étoile en 1950, et voyant que son père n'a pas de successeur pour prendre le relais, Jacques décide de se réorienter vers la restauration et devient chef cuisinier afin de prendre en charge le restaurant. Il retrouve les deux étoiles pour son père et sa famille.
À son décès en 1992, son fils reprend l'entreprise familiale. Mais les résultats ne sont pas là, le restaurant perd d'ailleurs une étoile au Guide Michelin. Son frère écarté, ce n'est que quelques années plus tard qu'Anne-Sophie Pic prend à son tour la direction du restaurant. C'est en 2007 qu'Anne-Sophie Pic reçoit à nouveau les trois étoiles.

## Établissement
- Maison Pic, 285, avenue Victor-Hugo à Valence.

## Hommages
- Depuis 2011[1], plusieurs allées du centre-ville de Valence ont été renommées « allées Jacques-Pic ».